# Neoleptoneta paraconcinna
Neoleptoneta paraconcinna är en spindelart som beskrevs av James Cokendolpher och Paul Reddell 200. Neoleptoneta paraconcinna ingår i släktet Neoleptoneta och familjen Leptonetidae. Inga underarter finns listade i Catalogue of Life.